# Morena (India)
Morena (en hindi: मुरैना ) es una localidad de la India, centro administrativo del distrito de Morena en el estado de Madhya Pradesh.

## Geografía
Se encuentra a una altitud de 176 m s. n. m. a 464 km de la capital estatal, Bhopal, en la zona horaria UTC +5:30.

## Demografía
Según estimación 2010 contaba con una población de 151 012 habitantes.